# گاکوتو کاجیوارا
گاکوتو کاجیوارا (انگلیسی: Gakuto Kajiwara؛ زادهٔ ۲۸ نوامبر ۱۹۹۴) صداپیشگی، خوانندگی اهل ژاپن است. وی از سال ۲۰۱۷ میلادی تاکنون مشغول فعالیت بوده‌است.